# Moschuskraut
Das Moschuskraut (Adoxa moschatellina) oder Bisamkraut ist eine Pflanzenart aus der Familie der Moschuskrautgewächse (Adoxaceae). Es ist in den Laubwäldern der Nordhalbkugel nicht selten. Es handelt sich um eine typische Frühjahrspflanze, die schon im Februar austreibt und sich zwischen Mai und Juni wieder zurückzieht.
Darüber hinaus sind oder waren für das Moschuskraut, zum Teil auch nur regional, auch folgende Bezeichnungen gebräuchlich: Besmetblüema (Aargau), Binsenhahnenfuss (Elsass), Binsenkräutlein (Schlesien), Moschatelle, Waldrauch (Elsass) und Waldraute.

## Beschreibung

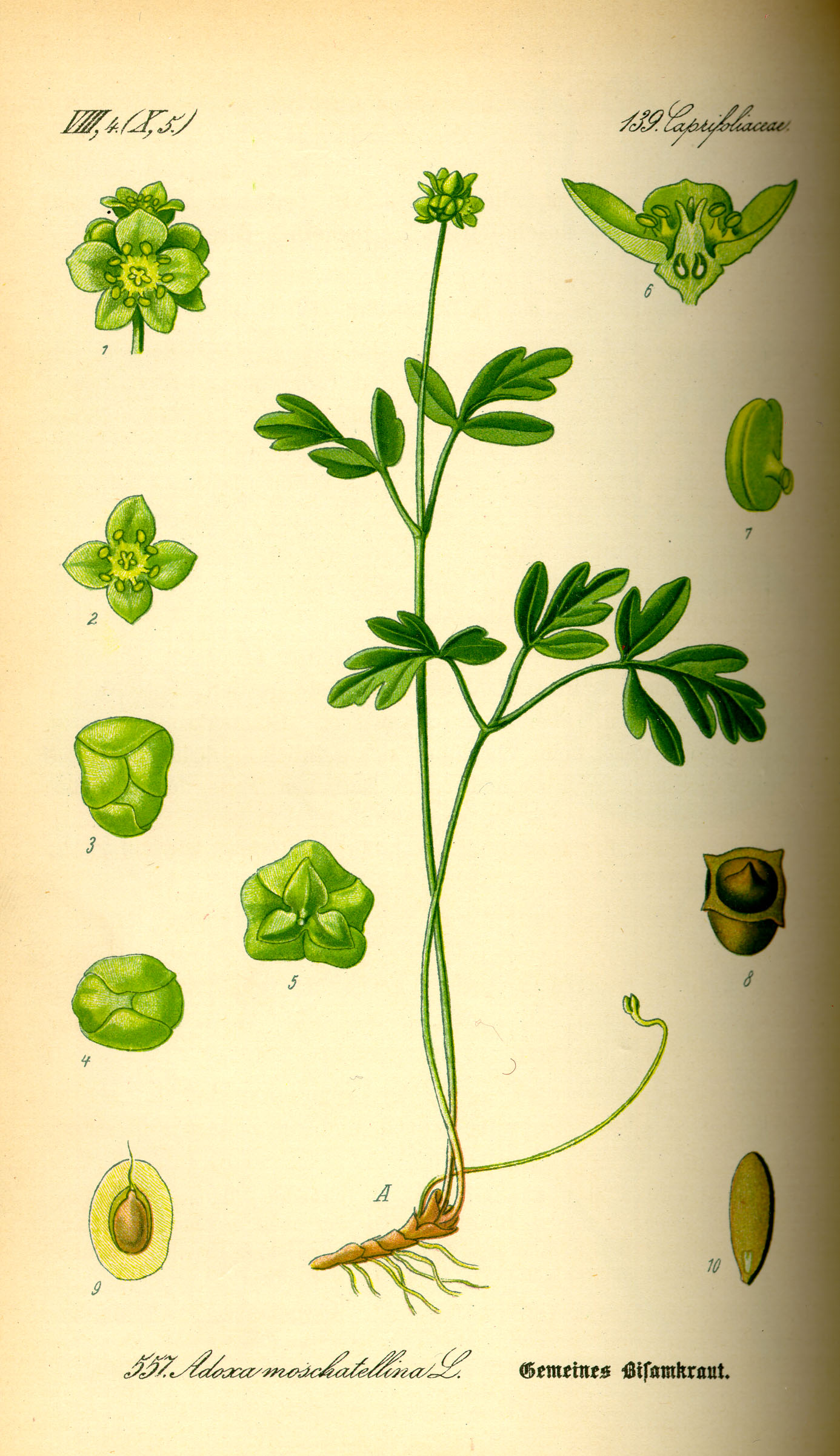
Illustration des Moschuskrauts (Adoxa moschatellina)

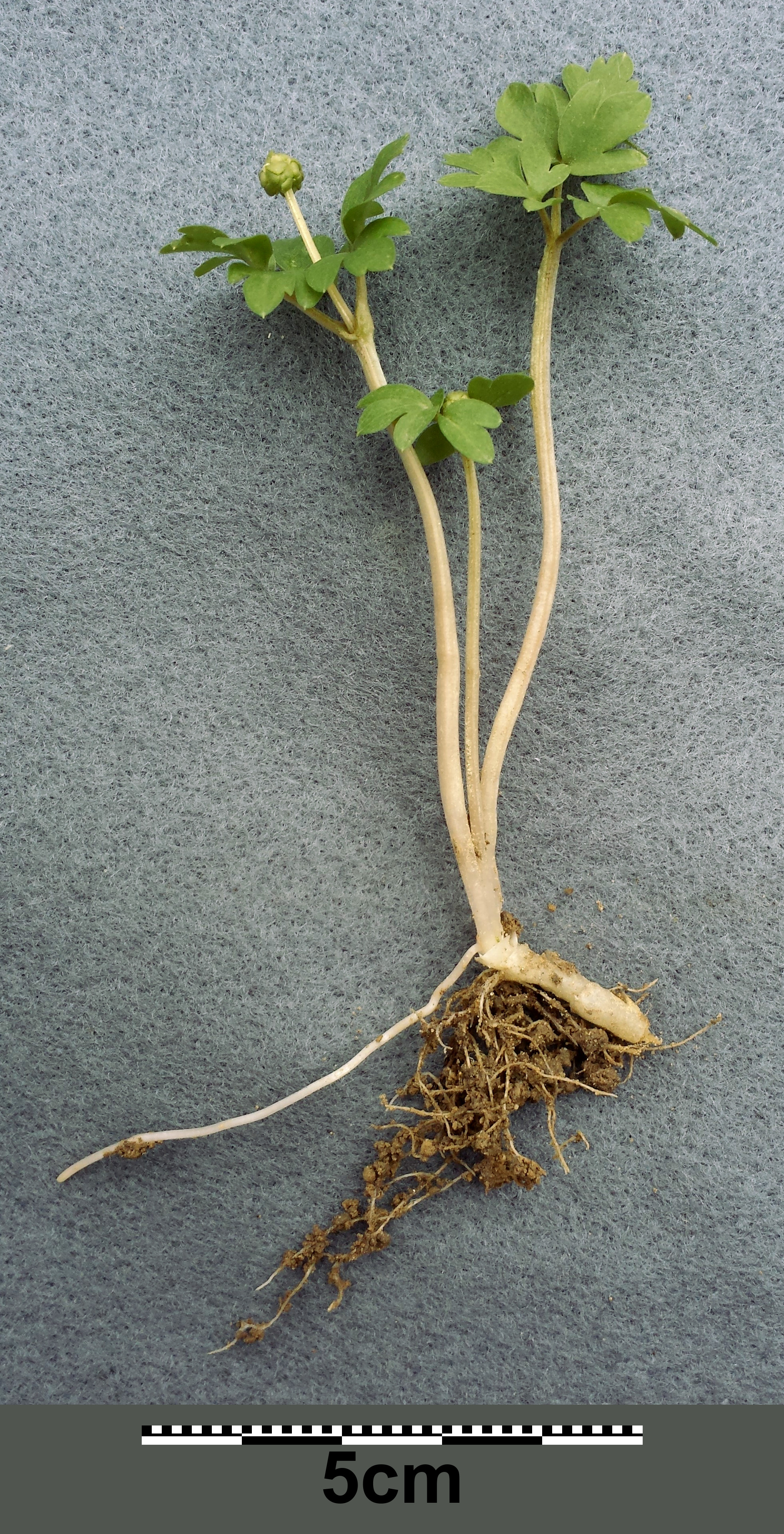
Gesamte Pflanze

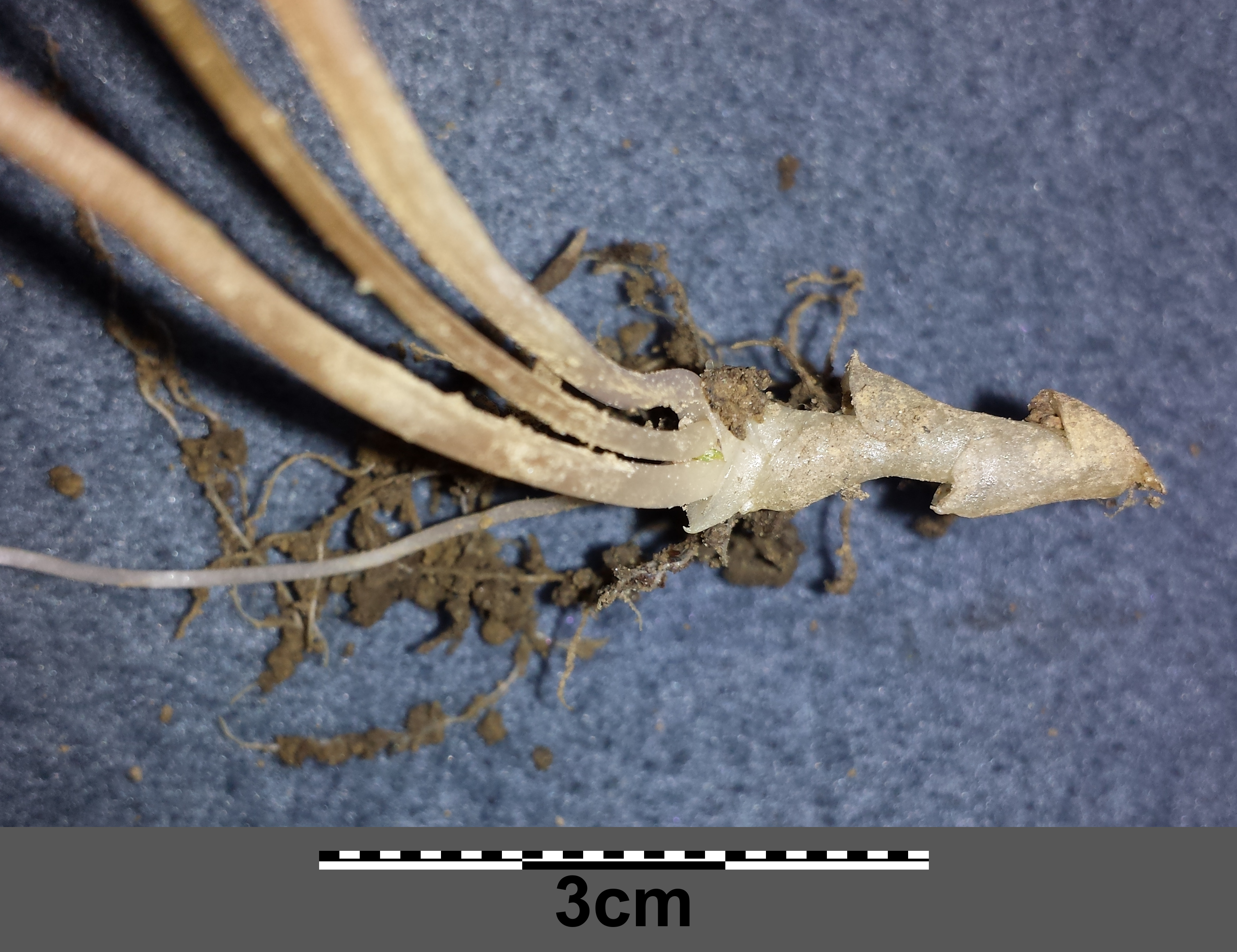
Rhizom mit zahnartigen Niederblättern

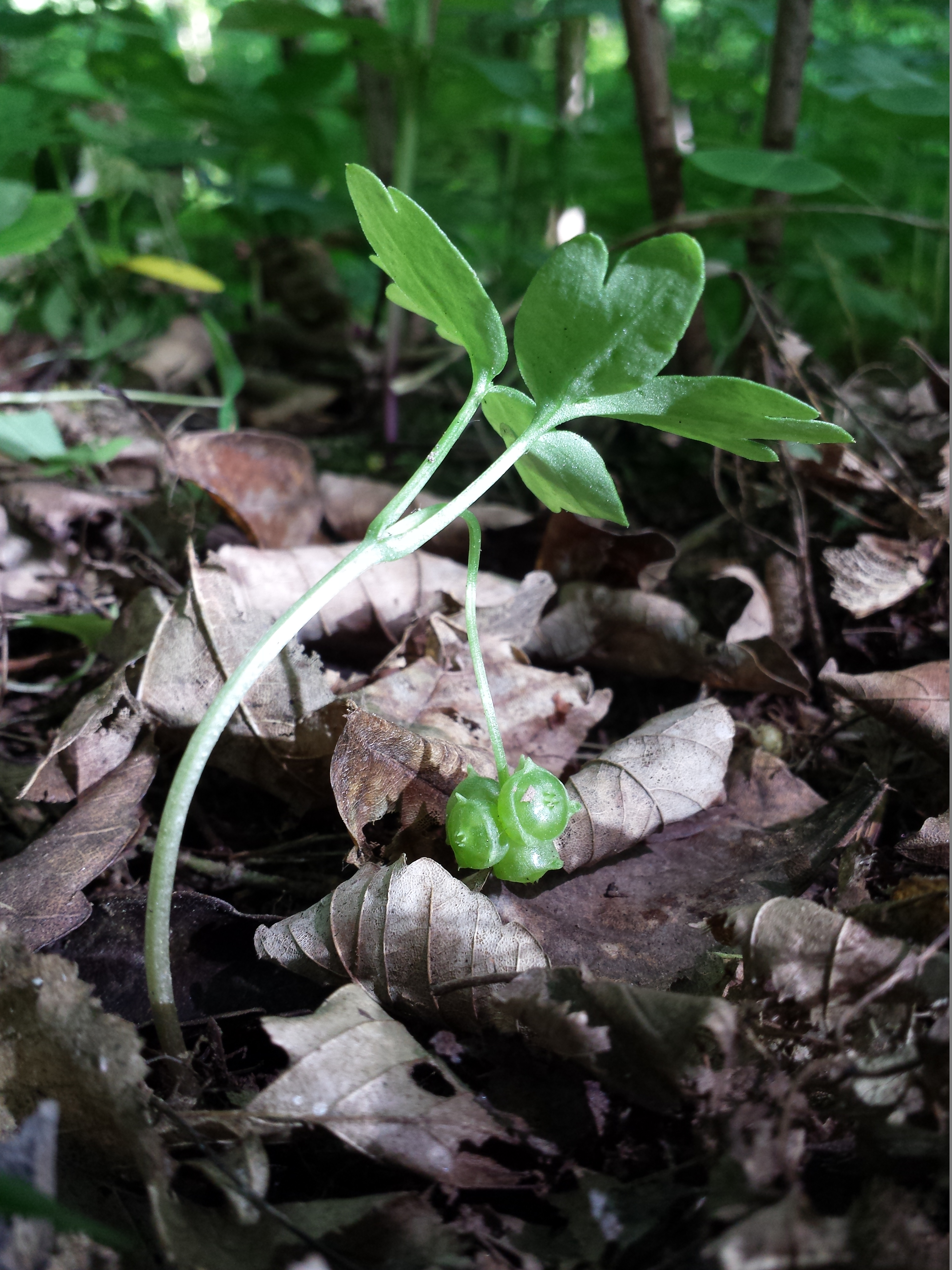
Habitus mit unreifen, am Boden niederliegenden Früchten

### Habitus und Blatt
Das Moschuskraut ist eine ausdauernde krautige Pflanze, die Wuchshöhen von 5 bis 15 cm erreicht. Sie ist ein Geophyt und bildet ein Rhizom als Überdauerungsorgan. Die Überdauerungseinheit sind Hibernakel – Winterknospen der verdickten Enden kurzlebiger Ausläufer – sowie unterirdische, monopodial verzweigte Ausläufer. Das waagrecht kriechende Rhizom ist mit weißen fleischigen Niederblättern besetzt. Zum Ende der Vegetationsperiode verdickt es sich knollig. Die Vermehrung erfolgt meist vegetativ über die ausläuferartigen Rhizome, wobei die Verbindung zur Mutterpflanze bereits im ersten Winter abbricht.
Die meisten Laubblätter sind grundständig und doppelt dreiteilig mit einem 4,5 bis 11,0 cm langen Blattstiel. Die Teilblätter erster Ordnung sind lang gestielt und ihre drei Fiederblättchen sind manchmal auch nur tief gespalten. Die Teilblätter zweiter Ordnung sind kurz gestielt und ihre drei Fiederblättchen sind nochmals geteilt. Am kahlen und stets unverzweigten Stängel sitzen genau zwei gegenständige Blätter, die einfach dreiteilig gefingert sind. Höchstens der mittlere Finger ist etwas gespalten.

### Blütenstand, Blüte und Frucht
Der Blütenstand besteht aus einem einzigen, endständigen, würfelförmigen, kleinen Köpfchen, bei dem auf der Oberseite und auf den vier Seitenflächen je eine Blüte steht. Die Kantenlänge des Würfels beträgt etwa 1 cm. Die zwittrigen Blüten sind vier- oder fünfzählig. Die obere Blüte besitzt zwei Kelchblätter und vier Kronblätter. Die vier seitlichen Blüten haben drei Kelchblätter und fünf Kronblätter. Die Kronblätter weisen eine gelblich-grüne oder blassgrüne Farbe auf. Es ist nur ein Kreis mit vier oder fünf Staubblättern vorhanden, diese sind fast bis zum Grund in zwei Teile gespalten. Die Blütezeit reicht von März bis Mai. Die weiblichen Blütenorgane werde entweder vor den männlichen (Protogynie) oder gleichzeitig mit den männlichen (Homogamie) fruchtbar. Die Blüten geben über mehrzellige Drüsenhaare Nektar ab, die Bestäubung erfolgt meist durch Fliegen, Selbstbestäubung ist möglich.
Der Fruchtstand wächst an einem spiralig eingerollten Stiel und ist bei Fruchtreife niederliegend. Wahrscheinlich ist eine Selbstausbreitung der Samen, aber auch die Samenausbreitung durch Ameisen, Schnecken, welche die Samen aufnehmen und mit dem Kot abgeben, und durch Vögel. Die Steinfrüchte sind klein und duften nach Erdbeeren. Die stark verlängerten Kelchzipfel und die Griffel bleiben an der Frucht erhalten. Jede Frucht enthält vier bis fünf flache, 3 bis 3,5 mm lange Samen.
Die Chromosomenzahl der Art ist 2n = 36.

## Vorkommen
Das Moschuskraut kommt in Laubwäldern und Gebüschen der gesamten gemäßigten Nordhalbkugel vor. Es benötigt frischen, feuchten und nährstoffreichen Boden und liebt Wälder mit starkem Krautbewuchs. Es ist in Mitteleuropa eine Fagetalia-Ordnungscharakterart.
In den Allgäuer Alpen steigt sie im Tiroler Teil am Gehrenjoch an der Gehrenspitze bis zu 1860 m Meereshöhe auf.
Die ökologischen Zeigerwerte nach Landolt & al. 2010 sind in der Schweiz: Feuchtezahl F = 3+w (feucht und mäßig wechselnd), Lichtzahl L = 2 (schattig), Reaktionszahl R = 4 (neutral bis basisch), Temperaturzahl T = 3 (montan), Nährstoffzahl N = 3 (mäßig nährstoffarm bis mäßig nährstoffreich), Kontinentalitätszahl K = 3 (subozeanisch bis subkontinental).

## Systematik
Das Moschuskraut (Adoxa moschatellina) ist ein Vertreter aus der Gattung Adoxa in der Familie der Moschuskrautgewächse (Adoxaceae). Es wurde 1753 von Carl von Linné in Species Plantarum, Band 1, Seite 367 erstmals veröffentlicht. Synonyme für Adoxa moschatellina L. sind unter anderen Adoxa inodora (Falc. ex C.B.Clarke) Nepomn. und Adoxa moschatellina var. inodora Falc. ex C.B.Clarke. Der Gattungsname Adoxa leitet sich vom griechischen Wort adoxos ab, was unscheinbar bedeutet. Das Artepitheton moschatellina nimmt auf den moschusartigen Duft der Pflanze Bezug.